# Henri Murger
Henri Murger (ur. 27 marca 1822 w Paryżu, zm. 28 stycznia 1861 tamże) – francuski pisarz.
Był synem ubogiego paryskiego krawca. Gdy miał lat 14 zaczął pracować u adwokata, jako posłaniec i kopista. W wolnym czasie uczęszczał na lekcje rysunku (kolegami  jego byli bracia Bisson). Później, pod wpływem Eugène Pottiera, postanowił poświęcić się poezji. Mając poważne braki w wykształceniu, zaczął je szybko uzupełniać, czytając mnóstwo książek. Początkowo nie udawało mu się sprzedać swych dzieł i żył w nędzy. Został stałym współpracownikiem magazynu Korsarz-Szatan. W tym magazynie, w latach 1847-1849 publikował, we fragmentach,  powieść Sceny z życia cyganerii, która opiewała środowisko paryskiej bohemy. Honorarium Murgera wynosiło 15 franków za odcinek. Dopiero gdy Théodore Barrière zaadaptował powieść na sztukę teatralną, wystawioną w 1849 w teatrze Varietes, Murgier stał się pisarzem znanym i wyszedł z nędzy.
Murger był też autorem poezji. Jest również autorem kilku powieści, które ukazały się w Revue des Deux Mondes, m.in. Le Pays latin (1851), Adeline Protat (1853) oraz Les Buveurs d’eau (1854).
Kawaler Legii Honorowej.